# Stromeriella
Stromeriella és un gènere extint de mamífers carnívors de la família dels prociònids que visqueren a l'Europa occidental durant el Miocè, fa entre 13,8 i 20,5 milions d'anys. Se n'han trobat restes fòssils a Alemanya i França.